# Pušpanova vešča
Pušpanova vešča (znanstveno ime Cydalima perspectalis) je vrsta travniških vešč, ki je škodljivec predvsem na pušpanu. Škodo povzročajo gosenice, ki se hranijo z listi in mladimi poganjki. Ob pretirani namnožitvi lahko gosenice napadejo tudi olesenele veje in lahko grm uničijo.

## Opis
Odrasla pušpanova vešča meri preko kril med 3 in 4 cm. Osnovna barva je umazano bela, robovi kril pa so temnejše rjavo obarvani. Sprva je telo metulja umazano bele barve, s starostjo pa se obarva rjavo. Metuljčki so dobri letalci, vendar ne letijo daleč, aktivni pa so podnevi in ponoči.
Samice odlagajo jajčeca s premerom 1 mm na spodnjo stran nenapadenih listov gostiteljske rastline. Čez nekaj dni se iz jajčec izležejo od 1 do 2 mm dolge gosenice, ki se naslednje štiri tedne hranijo z listi in vršički, in dosežejo končno dolžino med 35 in 40 mm. V mladosti so gosenice fluorescentno zelene z vzdolžnimi progami črne barve, s črno glavo in črnimi pikami. Sčasoma postanejo rjavkaste. Po koncu hranjenja se zabubijo med vejicami napadene rastline. Bube so sprva zelene z rjavimi vzdolžnimi progami, kasneje postanejo rjave. V dolžino merijo med 25 in 30 mm.

## Razširjenost
Domovina pušpanove vešče je vzhodna Azija (Japonska, Kitajska, Tajvan, Koreja, vzhodna Rusija in Indija). Kasneje so jo zanesli v Evropo, kjer je bila prvič opažena leta 2006 v Nemčiji, leto kasneje pa še v Švici in na Nizozemskem. Leta 2008 je bil prvi primer odkrit v Veliki Britaniji, leta 2009 pa še v Franciji in Avstriji. Leta 2011 so veščo odkrili na Madžarskem, Romuniji in Turčiji, pa tudi v Sloveniji, kjer  je bila prvič potrjena v Ključarovcih. Znani so tudi primeri iz Slovaške, Belgije in Hrvaške. Leta 2012 so med pripravami na zimske olimpijske igre v Sočiju iz Italije uvozili grmičke navadnega pušpana, s čimer so tja zanesli tudi pušpanovo veščo, ki je že naslednje leto opustošila tamkajšnjo samoniklo vrsto pušpana Buxus colchica.
Meltulji se v Sloveniji pojavljajo od aprila do septembra in imajo na leto od dve do tri generacije, redkeje celo štiri, v domovini pa celo do pet rodov.

## Zatiranje
Najpomembnejši naravni sovražnik pušpanove vešče so ptice, vendar pa te zaradi toksičnosti pušpana tja nerade letijo. Za biološki nadzor škodljivcev se uporabljajo entomopatogene ogorčice vrste Steinernema carpocapsae ter pripravki na osnovi Bacillus thuringiensis. Proti gosenicam delujejo tudi kemična sredstva na osnovi deltametrina, acetamiprida, piretrina, tiakloprida ter tiametoksama.